# Enkenbach-Alsenborn
Enkenbach-Alsenborn település Németországban, Rajna-vidék-Pfalz tartományban. Lakosainak száma 7166 fő (2023. december 31.).

## Népesség
A település népességének változása:
| Lakosok száma | 6906 | 6959 | 7048 | 7086 | 7064 | 7181 | 7166 |
|               | 1975 | 2015 | 2017 | 2019 | 2021 | 2022 | 2023 |